# Olav Nilsen
Olav Nilsen, född 24 januari 1942 i Stavanger, död 11 oktober 2021, var en norsk fotbollsspelare och tränare. Nilsen spelade hela sin karriär i Viking FK, där han vann Tippeligaen 1972, 1973 och 1974.
För Norges landslag gjorde Nilsen 62 landskamper och 19 mål.

## Meriter
- Tippeligaen: 1972, 1973, 1974
- Norska cupen: 1959